# Tommi Ahvala
Tommi Ahvala (Helsinki, 13 novembre 1971) è un pilota motociclistico finlandese ritiratosi dall'attività agonistica.

## Carriera
Avendo iniziato a competere in moto fin dalla tenera età, già nel 1988, oltre che gareggiare in patria, debuttò nel campionato mondiale di trial ottenendo i suoi primi punti in occasione della gara disputata in Lussemburgo, seguito dal suo primo podio nel 1989 in Germania e dalla prima vittoria ottenuta nel suo paese natale nel 1991. Dopo aver vinto tre titoli nazionali finlandesi tra il 1989 e il 1991,
ha ottenuto il titolo di Campione del Mondo di trial nel 1992 alla guida dell'Aprilia Climber 280, tra le file del Moto Club Canzo, e interrompendo lo strapotere dello spagnolo Jordi Tarrés. Nello stesso anno ricevette la cittadinanza onoraria di Canzo (CO).
L'anno successivo, sempre con la stessa casa, è stato anche il vincitore della prima edizione assoluta del campionato mondiale di trial al coperto (indoor). Nel 1994 passò alla guida della Fantic Motor con cui si classificò al secondo posto nel mondiale outdoor e al terzo in quello indoor.
Nel 1995 avvennero due cose particolari: fu il primo pilota straniero ad aggiudicarsi il titolo del campionato italiano di trial e le poste finlandesi gli dedicarono un francobollo. Gareggiò ancora nel mondiale nel 1996 e nel 1997, questa volta in sella alla Montesa, ottenendo un ultimo podio in Repubblica Ceca.
Nel 1998 strinse un accordo con la casa motociclistica catalana GasGas e si trasferì negli Stati Uniti d'America con l'intento di pubblicizzare maggiormente questa disciplina anche in America; iniziò così anche a dar vita a spettacoli da un palco montato su rimorchio con grandi salti e ostacoli con altezze fino a 4,5 m. Continuò anche la sua attività agonistica, riuscendo ad ottenere il titolo nazionale statunitense di trial ancora nel 1999. La sua collaborazione con la GasGas proseguì anche dopo il suo ritorno in patria; Ahvala, ancora nel 2011 è l'importatore ufficiale della casa in Finlandia.